# Suduntuj
Suduntuj (ros. Судунтуй) – wieś w Rosji, w Kraju Zabajkalskim, w rejonie agińskim Agińskiego Okręgu Buriackiego. W 2010 liczyła 1238 mieszkańców, głównie Buriatów.